# Liga Gaúcha de Futsal
A Liga Gaúcha de Futsal é a principal organização na gestão do competição realizada entre equipes de futsal do estado do Rio Grande do Sul. Foi criada no ano de 2017, de forma independente, pelos clubes participantes da então "Série Ouro" do Campeonato Gaúcho de Futsal, o qual era realizado pela Federação Gaúcha de Futsal (FGFS). Atualmente, possui três divisões.

## Sobre
Os clubes participantes da edição de 2016 do Campeonato Gaúcho de Futsal - Série Ouro, se reuniram na cidade de Tapera, no mês de novembro de 2016, para fundar a Liga Gaúcha de Futsal como uma forma alternativa de disputa à Série Ouro. Além disto, participaram da reunião os dois times que conseguiram o acesso da Série Prata, formando assim os quatorze integrantes da disputa da primeira edição, em 2017. No entanto, dois clubes acabaram desistindo e a primeira edição foi disputada com doze clubes.
O representante da Associação Carlos Barbosa de Futsal (ACBF) Francis Berté foi escolhido como o presidente da primeira gestão, enquanto os representantes do CER Atlântico Elton Dalla Vecchia e da Assoeva Vianei Hammes foram aclamados os vice-presidentes. A Federação Gaúcha de Futsal (FGFS) manteve-se na realização das edições inferiores, denominadas Série Prata e Série Bronze.
A partir de 2019, a competição passou a contar com três divisões: Liga Gaúcha de Futsal 1, Liga Gaúcha de Futsal 2 e Liga Gaúcha de Futsal 3..
A partir de 2021, os nomes das competições mudam: Gaúchão Série A (antiga Liga Gaúcha 1), Gaúchão Série B (antiga Liga Gaúcha 2) e Gaúchão Série C (antiga Liga Gaúcha 3).

## Competições
Atualmente a Liga Gaúcha de Futsal conta com as seguintes competições em seu calendário:
- Campeonato Gaúcho de Futsal (Série A, B e C)

- Taça Farroupilha de Futsal

- Supertaça Farroupilha de Futsal

- Copa dos Pampas

- Super Copa Gramado de Futsal

- Taça Laçador de Futsal

- Taça de Inverno de Futsal

## Edições

### Série C

#### Conferências
O Gauchão de Futsal Série C, diferentemente das outras divisões (Série A e Série B), é dividida em duas conferências: a Conferência Oeste e Conferência Leste.

## Títulos por equipe

### Série A
| Pos. | Equipe                           | Títulos                     | Vices                 | Semifinais            |
| ---- | -------------------------------- | --------------------------- | --------------------- | --------------------- |
| 1º   | ACBF (Carlos Barbosa)            | 4 (2018, 2020, 2022 e 2023) | 1 (2021)              | 1 (2017)              |
| 2º   | Atlântico (Erechim)              | 2 (2019 e 2021)             | 3 (2017, 2018 e 2022) | 1 (2024)              |
| 3º   | Guarany (Espumoso)               | 1 (2024)                    | 1 (2019)              | 1 (2020)              |
| 4º   | Assoeva (Venâncio Aires)         | 1 (2017)                    | 0                     | 1 (2018)              |
| 5º   | Passo Fundo Futsal (Passo Fundo) | 0                           | 1 (2020)              | 3 (2019, 2021 e 2023) |
| 6º   | Uruguaianense (Uruguaiana)       | 0                           | 1 (2023)              | 2 (2018 e 2024)       |
| 7º   | Yeesco Futsal (Carazinho)        | 0                           | 1 (2024)              | 0                     |
| 8º   | Lagoa (Lagoa Vermelha)           | 0                           | 0                     | 2 (2021 e 2022)       |
| 9º   | América (Tapera)                 | 0                           | 0                     | 1 (2017)              |
| 9º   | AMF (Marau)                      | 0                           | 0                     | 1 (2019)              |
| 9º   | AFUCS (Seberi)                   | 0                           | 0                     | 1 (2020)              |
| 9º   | AGE (Guaporé)                    | 0                           | 0                     | 1 (2022)              |
| 9º   | SERCCA (Casca)                   | 0                           | 0                     | 1 (2023)              |

### Série B
| Pos. | Equipe                           | Títulos  | Vices    | Semifinais      |
| ---- | -------------------------------- | -------- | -------- | --------------- |
| 1º   | Santa Rosa Futsal (Santa Rosa)   | 1 (2020) | 0        | 2 (2021 e 2022) |
| 1º   | FX Futsal (Fontoura Xavier)      | 1 (2022) | 0        | 2 (2020 e 2021) |
| 3º   | AGE (Guaporé)                    | 1 (2021) | 0        | 1 (2019)        |
| 4º   | Lagoa (Lagoa Vermelha)           | 1 (2019) | 0        | 0               |
| 4º   | Cerro Largo Futsal (Cerro Largo) | 1 (2023) | 0        | 0               |
| 4º   | Filtradores (Bom Princípio)      | 1 (2024) | 0        | 0               |
| 7º   | Horizontina Futsal (Horizontina) | 0        | 1 (2019) | 0               |
| 7º   | AVF (Vacaria)                    | 0        | 1 (2020) | 0               |
| 7º   | ABELC (Boa Vista do Buricá)      | 0        | 1 (2021) | 0               |
| 7º   | ANBF (Novo Barreiro)             | 0        | 1 (2022) | 0               |
| 7º   | AAGF (Agudo)                     | 0        | 1 (2023) | 0               |
| 7º   | ASF (Serafina Corrêa)            | 0        | 1 (2024) | 0               |
| 13º  | Tapejara Futsal (Tapejara)       | 0        | 0        | 2 (2022 e 2024) |
| 14º  | Guarani (Frederico Westphalen)   | 0        | 0        | 1 (2019)        |
| 14º  | Cometa (Rodeio Bonito)           | 0        | 0        | 1 (2020)        |
| 14º  | APF (Gentil)                     | 0        | 0        | 1 (2023)        |
| 14º  | Entre-Ijuís Futsal (Entre-Ijuís) | 0        | 0        | 1 (2023)        |
| 14º  | AGSL (São Luiz Gonzaga)          | 0        | 0        | 1 (2024)        |

### Série C
| Pos. | Equipe                           | Títulos  | Vices    |
| ---- | -------------------------------- | -------- | -------- |
| 1º   | XV de Novembro (Vila Maria)      | 1 (2019) | 0        |
| 1º   | Soberano (Sarandi)               | 1 (2021) | 0        |
| 1º   | AAGF (Agudo)                     | 1 (2022) | 0        |
| 1º   | ASAF (Campos Borges)             | 1 (2023) | 0        |
| 1º   | FX Futsal (Fontoura Xavier)      | 1 (2024) | 0        |
| 6º   | Cerro Largo Futsal (Cerro Largo) | 0        | 1 (2019) |
| 6º   | Peñarol (Guaíba)                 | 0        | 1 (2021) |
| 6º   | AEF (Entre-Ijuís)                | 0        | 1 (2022) |
| 6º   | Nadas Branco (Rio Pardo)         | 0        | 1 (2023) |
| 6º   | David Futsal (David Canabarro)   | 0        | 1 (2024) |

#### Conferência Oeste da Série C
| Pos. | Equipe                            | Títulos  | Vices    | Semifinais |
| ---- | --------------------------------- | -------- | -------- | ---------- |
| 1º   | Cerro Largo Futsal (Cerro Largo)  | 1 (2019) | 1 (2022) | 0          |
| 2º   | Soberano (Sarandi)                | 1 (2021) | 0        | 0          |
| 2º   | AEF (Entre-Ijuís)                 | 1 (2022) | 0        | 0          |
| 2º   | ASAF (Campos Borges)              | 1 (2023) | 0        | 0          |
| 2º   | David Futsal (David Canabarro)    | 1 (2024) | 0        | 0          |
| 6º   | ATLEC (Três Passos)               | 0        | 1 (2023) | 1 (2022)   |
| 6º   | Rodeio Futsal (Rodeio Bonito)     | 0        | 1 (2024) | 1 (2023)   |
| 8º   | AVF (Vacaria)                     | 0        | 1 (2019) | 0          |
| 8º   | Tapejara Futsal (Tapejara)        | 0        | 1 (2021) | 0          |
| 10º  | ANBF (Novo Barreiro)              | 0        | 0        | 1 (2019)   |
| 10º  | Ibira (Ibiraiaras)                | 0        | 0        | 1 (2019)   |
| 10º  | AGSL (São Luiz Gonzaga)           | 0        | 0        | 1 (2021)   |
| 10º  | Giruá Futsal (Giruá)              | 0        | 0        | 1 (2021)   |
| 10º  | Lokomotiv (Palmeira das Missões)  | 0        | 0        | 1 (2022)   |
| 10º  | AEEF (Erechim)                    | 0        | 0        | 1 (2023)   |
| 10º  | ASAF (Santo Ângelo)               | 0        | 0        | 1 (2024)   |
| 10º  | União Três-maiense (Três de Maio) | 0        | 0        | 1 (2024)   |

#### Conferência Leste da Série C
| Pos. | Equipe                            | Títulos  | Vices    | Semifinais |
| ---- | --------------------------------- | -------- | -------- | ---------- |
| 1º   | XV de Novembro (Vila Maria)       | 1 (2019) | 0        | 0          |
| 1º   | Peñarol (Guaíba)                  | 1 (2021) | 0        | 0          |
| 1º   | AAGF (Agudo)                      | 1 (2022) | 0        | 0          |
| 1º   | Nadas Branco (Rio Pardo)          | 1 (2023) | 0        | 0          |
| 1º   | Fontoura Xavier (Fontoura Xavier) | 1 (2024) | 0        | 0          |
| 6º   | Pelotas (Pelotas)                 | 0        | 1 (2019) | 0          |
| 6º   | BR Futsal (Pelotas)               | 0        | 1 (2022) | 0          |
| 6º   | River Futsal (Caxias do Sul)      | 0        | 1 (2022) | 0          |
| 6º   | Filtradores (Bom Princípio)       | 0        | 1 (2023) | 0          |
| 6º   | Vélez Camaquã (Camaquã)           | 0        | 1 (2024) | 0          |
| 11º  | ASF (Serafina Corrêa)             | 0        | 0        | 1 (2019)   |
| 11º  | Três Coroas Futsal (Três Coroas)  | 0        | 0        | 1 (2019)   |
| 11º  | ANPF (Nova Petrópolis)            | 0        | 0        | 1 (2021)   |
| 11º  | SER Triunfo (Triunfo)             | 0        | 0        | 1 (2021)   |
| 11º  | ASSERC (Bagé)                     | 0        | 0        | 1 (2022)   |
| 11º  | União Parobé (Parobé)             | 0        | 0        | 1 (2022)   |
| 11º  | Comando (Jaguarão)                | 0        | 0        | 1 (2023)   |
| 11º  | Trianon Canguçu (Canguçu)         | 0        | 0        | 1 (2023)   |
| 11º  | AES (Sobradinho)                  | 0        | 0        | 1 (2024)   |
| 11º  | União Castilhense (Veranópolis)   | 0        | 0        | 1 (2024)   |

## Participações

### Série A
Contabilizado até a edição de 2025:
| Pos. | Clube                                    | Total |
| ---- | ---------------------------------------- | ----- |
| 1º   | Atlântico (Erechim)                      | 9     |
| 1º   | Guarany (Espumoso)                       | 9     |
| 3º   | ACBF (Carlos Barbosa)                    | 8     |
| 4º   | AMF (Marau)                              | 7     |
| 4º   | Passo Fundo Futsal (Passo Fundo)         | 7     |
| 4º   | Uruguaianense (Uruguaiana)               | 7     |
| 7º   | AFUCS (Seberi)                           | 6     |
| 7º   | ALAF (Lajeado)                           | 6     |
| 7º   | Guarani (Frederico Westphalen)           | 6     |
| 7º   | Horizontina Futsal (Horizontina)         | 6     |
| 7º   | Lagoa (Lagoa Vermelha)                   | 6     |
| 7º   | SASE (Selbach)                           | 6     |
| 13º  | Assoeva (Venâncio Aires)                 | 5     |
| 14º  | AGE (Guaporé)                            | 4     |
| 14º  | SERCCA (Casca)                           | 4     |
| 16º  | América (Tapera)                         | 3     |
| 16º  | ASIF (Ibirubá)                           | 3     |
| 16º  | AVF (Vacaria)                            | 3     |
| 16º  | Santa Rosa Futsal (Santa Rosa)           | 3     |
| 20º  | AAGF (Agudo)                             | 2     |
| 20º  | ABELC (Boa Vista do Buricá)              | 2     |
| 20º  | AES (Sobradinho)                         | 2     |
| 20º  | ANBF (Novo Barreiro)                     | 2     |
| 20º  | Bento Gonçalves Futsal (Bento Gonçalves) | 2     |
| 20º  | Cerro Largo Futsal (Cerro Largo)         | 2     |
| 20º  | Entre-Ijuís Futsal (Entre-Ijuís)         | 2     |
| 20º  | SER Canoense (Canoas)                    | 2     |
| 20º  | SER Itaqui (Itaqui)                      | 2     |
| 29º  | / APF (Gentil / Santo Antônio do Palma)  | 1     |
| 29º  | ASF (Serafina Corrêa)                    | 1     |
| 29º  | ATCEL (Caxias do Sul)                    | 1     |
| 29º  | / Cometa (Rodeio Bonito / Jaboticaba)    | 1     |
| 29º  | / Filtradores (Bom Princípio / Tupandi)  | 1     |
| 29º  | Lokomotiv (Palmeira das Missões)         | 1     |
| 29º  | Parobé Futsal (Parobé)                   | 1     |
| 29º  | Santa Cruz Futsal (Santa Cruz do Sul)    | 1     |
| 29º  | SERCESA (Carazinho)                      | 1     |
| 29º  | Yeesco Futsal (Carazinho)                | 1     |

## Feminino

### Títulos por equipe
| Pos. | Equipe                                | Títulos                                 | Vices                       | Semifinais            |
| ---- | ------------------------------------- | --------------------------------------- | --------------------------- | --------------------- |
| 1º   | Celemaster (Uruguaiana)               | 6 (2019, 2020, 2021, 2022, 2023 e 2024) | 0                           | 0                     |
| 2º   | Malgi (Pelotas)                       | 0                                       | 4 (2021, 2022, 2023 e 2024) | 1 (2019)              |
| 3º   | ACBF (Carlos Barbosa)                 | 0                                       | 1 (2019)                    | 3 (2021, 2022 e 2023) |
| 4º   | Palestra (Erechim)                    | 0                                       | 1 (2020)                    | 0                     |
| 5º   | Guarani (Frederico Westphalen)        | 0                                       | 0                           | 1 (2019)              |
| 5º   | Luma Wolfran (Canoas)                 | 0                                       | 0                           | 1 (2020)              |
| 5º   | AEGBP (Cruz Alta)                     | 0                                       | 0                           | 1 (2020)              |
| 5º   | FTA (Sapucaia do Sul)                 | 0                                       | 0                           | 1 (2021)              |
| 5º   | ALAF (Lajeado)                        | 0                                       | 0                           | 1 (2022)              |
| 5º   | Legendárias (Rio Pardo)               | 0                                       | 0                           | 1 (2023)              |
| 5º   | Santa Cruz Futsal (Santa Cruz do Sul) | 0                                       | 0                           | 1 (2024)              |
| 5º   | ECA Futsal (Arvorezinha)              | 0                                       | 0                           | 1 (2024)              |

## Categorias de Base

### Masculino

#### Sub-20
| Pos. | Equipe                           | Títulos                           | Vices    | Semifinais      |
| ---- | -------------------------------- | --------------------------------- | -------- | --------------- |
| 1º   | ACBF (Carlos Barbosa)            | 5 (2019, 2020, 2021, 2022 e 2024) | 0        | 1 (2023)        |
| 2º   | Uruguaianense (Uruguaiana)       | 1 (2023)                          | 0        | 1 (2021)        |
| 3º   | Atlântico (Erechim)              | 0                                 | 1 (2020) | 1 (2019)        |
| 3º   | AGE (Guaporé)                    | 0                                 | 1 (2021) | 1 (2022)        |
| 3º   | União Parobé (Parobé)            | 0                                 | 1 (2023) | 1 (2024)        |
| 6º   | AFSJI (São José do Inhacorá)     | 0                                 | 1 (2019) | 0               |
| 6º   | Assoeva (Venâncio Aires)         | 0                                 | 1 (2022) | 0               |
| 6º   | Passo Fundo Futsal (Passo Fundo) | 0                                 | 1 (2024) | 0               |
| 7º   | UJR (Novo Hamburgo)              | 0                                 | 0        | 2 (2022 e 2023) |
| 8º   | Bella Futsal (Caxias do Sul)     | 0                                 | 0        | 1 (2019)        |
| 8º   | Futsal AMF (Restinga Sêca)       | 0                                 | 0        | 1 (2021)        |
| 8º   | Cerro Largo Futsal (Cerro Largo) | 0                                 | 0        | 1 (2024)        |

#### Sub-17
| Pos. | Equipe                                 | Títulos                     | Vices    | Semifinais      |
| ---- | -------------------------------------- | --------------------------- | -------- | --------------- |
| 1º   | ACBF (Carlos Barbosa)                  | 4 (2021, 2022, 2023 e 2024) | 0        | 2 (2019 e 2020) |
| 2º   | ASAF (Santo Ângelo)                    | 1 (2019)                    | 0        | 1 (2021)        |
| 2º   | SER Santiago (Santiago)                | 1 (2020)                    | 0        | 0               |
| 4º   | Brilhante (Pelotas)                    | 0                           | 1 (2022) | 1 (2024)        |
| 4º   | ADS (Sananduva)                        | 0                           | 1 (2023) | 1 (2019)        |
| 6º   | AABB de Alegrete (Alegrete)            | 0                           | 1 (2019) | 0               |
| 6º   | Atlético Candelariense (Candelária)    | 0                           | 1 (2020) | 0               |
| 6º   | Ferro Carril (Uruguaiana)              | 0                           | 1 (2021) | 0               |
| 6º   | Arsenal (Não-Me-Toque)                 | 0                           | 1 (2024) | 0               |
| 10º  | Vasco de Caxias do Sul (Caxias do Sul) | 0                           | 0        | 1 (2020)        |
| 10º  | ADAJ (Tapera)                          | 0                           | 0        | 1 (2021)        |
| 10º  | AGE (Guaporé)                          | 0                           | 0        | 1 (2022)        |
| 10º  | América Rio Branco (Caxias do Sul)     | 0                           | 0        | 1 (2022)        |
| 10º  | SERCESA (Carazinho)                    | 0                           | 0        | 1 (2023)        |
| 10º  | UJR (Novo Hamburgo)                    | 0                           | 0        | 1 (2023)        |
| 10º  | Bella Futsal (Caxias do Sul)           | 0                           | 0        | 1 (2024)        |

#### Sub-15
| Pos. | Equipe                                      | Títulos               | Vices           | Semifinais            |
| ---- | ------------------------------------------- | --------------------- | --------------- | --------------------- |
| 1º   | ACBF (Carlos Barbosa)                       | 3 (2020, 2023 e 2024) | 1 (2021)        | 1 (2022)              |
| 2º   | Arsenal (Não-Me-Toque)                      | 1 (2022)              | 2 (2023 e 2024) | 0                     |
| 3º   | Rolante Sports (Rolante)                    | 1 (2021)              | 0               | 0                     |
| 3º   | Uruguaianense (Uruguaiana)                  | 1 (2019)              | 0               | 0                     |
| 5º   | Atlético Candelariense (Candelária)         | 0                     | 1 (2020)        | 1 (2021)              |
| 6º   | Top Sport (Caxias do Sul)                   | 0                     | 1 (2022)        | 0                     |
| 6º   | Grêmio Ball/AABB de Rio Grande (Rio Grande) | 0                     | 1 (2019)        | 0                     |
| 8º   | Brilhante (Pelotas)                         | 0                     | 0               | 3 (2020, 2021 e 2022) |
| 9º   | União Independente (Santa Maria)            | 0                     | 0               | 1 (2019)              |
| 9º   | Pinheiro (Carazinho)                        | 0                     | 0               | 1 (2019)              |
| 9º   | Bella Futsal (Caxias do Sul)                | 0                     | 0               | 1 (2020)              |
| 9º   | Progresso Futsal (Bento Gonçalves)          | 0                     | 0               | 1 (2023)              |
| 9º   | Cruzeiro Futsal (São Gabriel)               | 0                     | 0               | 1 (2023)              |
| 9º   | UJR (Novo Hamburgo)                         | 0                     | 0               | 1 (2024)              |
| 9º   | CEPE de Canoas (Canoas)                     | 0                     | 0               | 1 (2024)              |

#### Sub-13
| Pos. | Equipe                                | Títulos         | Vices           | Semifinais      |
| ---- | ------------------------------------- | --------------- | --------------- | --------------- |
| 1º   | ASIF (Ibirubá)                        | 2 (2022 e 2024) | 0               | 0               |
| 2º   | Top Sport (Caxias do Sul)             | 1 (2023)        | 2 (2019 e 2022) | 0               |
| 3º   | Uruguaianense (Uruguaiana)            | 1 (2019)        | 0               | 0               |
| 3º   | Brilhante (Pelotas)                   | 1 (2020)        | 0               | 0               |
| 3º   | AAPF (Augusto Pestana)                | 1 (2021)        | 0               | 0               |
| 6º   | BR Futsal (Pelotas)                   | 0               | 1 (2023)        | 1 (2022)        |
| 7º   | ASTF (Teutônia)                       | 0               | 1 (2020)        | 0               |
| 7º   | AABB de Caxias do Sul (Caxias do Sul) | 0               | 1 (2021)        | 0               |
| 7º   | Parobé Futsal (Parobé)                | 0               | 1 (2024)        | 0               |
| 10º  | Cometa (Panambi)                      | 0               | 0               | 2 (2019 e 2023) |
| 10º  | Progresso Futsal (Bento Gonçalves)    | 0               | 0               | 2 (2020 e 2023) |
| 10º  | ASR (Santa Rosa)                      | 0               | 0               | 2 (2021 e 2022) |
| 13º  | Náutico Gaúcho (Porto Alegre)         | 0               | 0               | 1 (2019)        |
| 13º  | ALAF (Lajeado)                        | 0               | 0               | 1 (2020)        |
| 13º  | CEPE de Canoas (Canoas)               | 0               | 0               | 1 (2021)        |
| 13º  | AFA (Farroupilha)                     | 0               | 0               | 1 (2024)        |
| 13º  | Grêmio Ball (Rio Grande)              | 0               | 0               | 1 (2024)        |

#### Sub-11
| Pos. | Equipe                                            | Títulos         | Vices    | Semifinais      |
| ---- | ------------------------------------------------- | --------------- | -------- | --------------- |
| 1º   | Korpus Futsal (Candelária)                        | 2 (2021 e 2023) | 1 (2024) | 0               |
| 2º   | CEPE de Canoas (Canoas)                           | 1 (2022)        | 1 (2021) | 0               |
| 3º   | ASIF (Ibirubá)                                    | 1 (2020)        | 0        | 2 (2022 e 2023) |
| 4º   | AAPF (Augusto Pestana)                            | 1 (2019)        | 0        | 0               |
| 4º   | GBM Ijuí (Ijuí)                                   | 1 (2024)        | 0        | 0               |
| 6º   | Grêmio Ball/AABB de Caxias do Sul (Caxias do Sul) | 0               | 1 (2019) | 1 (2020)        |
| 7º   | Brilhante (Pelotas)                               | 0               | 1 (2020) | 0               |
| 7º   | CT Aliança (Bento Gonçalves)                      | 0               | 1 (2022) | 0               |
| 7º   | Progresso Futsal (Bento Gonçalves)                | 0               | 1 (2023) | 0               |
| 10º  | Top Sport (Caxias do Sul)                         | 0               | 0        | 2 (2020 e 2024) |
| 11º  | AFSJI (São José do Inhacorá)                      | 0               | 0        | 1 (2019)        |
| 11º  | Arsenal (Não-Me-Toque)                            | 0               | 0        | 1 (2019)        |
| 11º  | Bola Bola (Nova Petrópolis)                       | 0               | 0        | 1 (2021)        |
| 11º  | Recreio da Juventude (Caxias do Sul)              | 0               | 0        | 1 (2021)        |
| 11º  | FF Futsal (Canoas)                                | 0               | 0        | 1 (2023)        |
| 11º  | Rankouver Pagliuca (Porto Alegre)                 | 0               | 0        | 1 (2024)        |

#### Sub-9
| Pos. | Equipe                                            | Títulos         | Vices           | Semifinais      |
| ---- | ------------------------------------------------- | --------------- | --------------- | --------------- |
| 1º   | Progresso Futsal (Bento Gonçalves)                | 2 (2020 e 2021) | 0               | 1 (2024)        |
| 1º   | CEPE de Canoas (Canoas)                           | 2 (2022 e 2024) | 0               | 1 (2023)        |
| 3º   | Cometa (Panambi)                                  | 1 (2019)        | 1 (2020)        | 0               |
| 4º   | Pinheiro (Carazinho)                              | 1 (2023)        | 0               | 2 (2021 e 2022) |
| 5º   | Korpus Futsal (Candelária)                        | 0               | 2 (2021 e 2023) | 1 (2022)        |
| 6º   | Grêmio Ball/AABB de Caxias do Sul (Caxias do Sul) | 0               | 1 (2019)        | 0               |
| 6º   | GBM Ijuí (Ijuí)                                   | 0               | 1 (2022)        | 0               |
| 6º   | ASF (Vera Cruz)                                   | 0               | 1 (2024)        | 0               |
| 9º   | ALAF (Lajeado)                                    | 0               | 0               | 2 (2019 e 2020) |
| 9º   | Arsenal (Não-Me-Toque)                            | 0               | 0               | 2 (2019 e 2024) |
| 11º  | Rui Barbosa (Arroio do Meio)                      | 0               | 0               | 1 (2020)        |
| 11º  | FF Futsal (Canoas)                                | 0               | 0               | 1 (2021)        |
| 11º  | Vila Nova (Passo Fundo)                           | 0               | 0               | 1 (2023)        |

### Feminino

#### Sub-20
| Pos. | Equipe                                | Títulos  | Vices    | Semifinais |
| ---- | ------------------------------------- | -------- | -------- | ---------- |
| 1º   | Celemaster (Uruguaiana)               | 1 (2024) | 0        | 0          |
| 2º   | Legendárias (Rio Pardo)               | 0        | 1 (2024) | 0          |
| 3º   | Santa Cruz Futsal (Santa Cruz do Sul) | 0        | 0        | 1 (2024)   |

#### Sub-15
| Pos. | Equipe                           | Títulos  | Vices    | Semifinais |
| ---- | -------------------------------- | -------- | -------- | ---------- |
| 1º   | Madaf City Futsal (São Leopoldo) | 1 (2024) | 0        | 0          |
| 2º   | URFF (Roque Gonzales)            | 0        | 1 (2024) | 0          |
| 3º   | Malgi (Pelotas)                  | 0        | 0        | 1 (2024)   |
| 3º   | AATF (Arroio do Tigre)           | 0        | 0        | 1 (2024)   |

#### Sub-13
| Pos. | Equipe                  | Títulos  | Vices    | Semifinais |
| ---- | ----------------------- | -------- | -------- | ---------- |
| 1º   | URFF (Roque Gonzales)   | 1 (2024) | 0        | 0          |
| 2º   | Cristal (Pelotas)       | 0        | 1 (2024) | 0          |
| 3º   | Legendárias (Rio Pardo) | 0        | 0        | 1 (2024)   |
| 3º   | Malgi (Pelotas)         | 0        | 0        | 1 (2024)   |